# Cernotina nigridentata
Cernotina nigridentata är en nattsländeart som beskrevs av Sykora 1998. Cernotina nigridentata ingår i släktet Cernotina och familjen fångstnätnattsländor. Inga underarter finns listade i Catalogue of Life.